# Palpita semifraterna
Palpita semifraterna là một loài bướm đêm trong họ Crambidae.